# Lijst van schouten van Deurne (Nederland)
Schouten van de heerlijkheid Deurne.
| periode         | naam schout                          |
| --------------- | ------------------------------------ |
| vóór 1407       | Henric van Stakenborch               |
| 1407            | Dirc van den Vesten                  |
| 1480-1506       | Gevart Gevarts van Doerne            |
| 1510-1518       | Lambert Dirk Swerts                  |
| 1518-1519       | Hendrik Andriessen van de Merendonck |
| 1519-1529       | Lambert Dirk Swerts                  |
| 1529-1578       | Claes Claesz. van Doerne             |
| 1578            | Jan Daniels Heyeckers                |
| 1578-1581       | Michiel Horckmans                    |
| 1581-1595       | Thomas Pauwels                       |
| 1595-1610       | Josefo van Geffen                    |
| 1611-1616       | Lambert Henricx                      |
| 1616-1623       | Sebastiaan van den Bogaert           |
| ca 1624-ca 1626 | Walraven van den Bogaert             |
| ca 1626-1629    | Petrus Lammaerts                     |
| 1629-1634       | Willem Meys                          |
| 1634-1635       | Hendrik Marcelis                     |
| 1636-1644       | Jacob van Dael                       |
| 1645-1651       | Otto de Visschere                    |
| 1651            | Albert Laurens de Valkenaer          |
| 1651-1658       | Peter van Bommel                     |
| 1658-1660       | -                                    |
| 1660-1663       | Michiel Henrick Goloffs (wnd)        |
| 1663-1667       | Jan van Gemert                       |
| 1667-1680       | Jkr. Hendrick van Wintelroy          |
| 1682-1710       | Louis Caesteker                      |
| 1710-1720       | Johan de Cassemajor                  |
| 1720-1744       | Pero de Cassemajor                   |
| 1745-1775       | Antoni La Forme                      |
| 1775-1794       | Lodewijk Wijchel                     |
| 1795-1813       | Joannes Wilhelmus van de Mortel      |